# حور أشيب
حور أشيب (الاسم العلمي: Populus canescens) هو نوع هجين من النباتات يتبع جنس الحور من الفصيلة الصفصافية.